# Туглакабад
Туглакабад или Форт Туглакабад (англ. Tughlaqabad Fort, хинди तुग़लक़ाबाद क़िला, урду تغلق آباد قلعہ‎ — Tughlaqabad Qila) — разрушенный форт в Дели, протянувшийся на 6,5 км, был построен Гийас ад-дин Туглаком, основателем Династии Туглаков, правившей Делийским султанатом; один из Семи исторических городов Дели. Форт был основан в 1321 году, но был заброшен уже в 1327 году.

## История и легенды
Малик Гази (позже Гиияс-уд-дин Туглак) был вассалом правителей Делийского султаната из династии Халджи. По преданию, во время одной поездки Малик Гази предложил султану Мубараку Халджи строительство форта на этом месте. Но султан лишь рассмеялся и предложил вассалу самому построить форт, когда он станет султаном.
В 1321 году, во время борьбы за престол среди членов династии Халджи, Малик Гази захватил власть в султанате, основав династию Туглакидов. Он сразу же начал строительство нового города, новой столицы, которая имела целью уберечь султанат от нападений монголов.
Гиияс-уд-дин Туглак считался достаточно либеральным правителем, однако для осуществления своей мечты он обязал всех жителей Дели работать над строительством нового форта. Это вызвало легендарный конфликт султана с суфийским проповедником Низамуддином Аулием, поскольку прекратилось строительство водоема суфия. В результате суфийский проповедник проклял султана и его форт, провозгласив, что «форт останется пустым», и «Дели еще далеко» (последнее высказывание было сделано во время кампании султана в Бенгалии). Эти пророчества сбылись, султан не вернулся из похода, вероятно будучи убит собственным сыном в 1324 году, а форт был заброшен несколькими годами позже.

## Архитектура
Туглакабад имеет вид массивного каменного форта, окружающего город неправильной формы. Наклоненные и наполненные камнями стены имели высоту 10-15 м, с защитными укреплениями на вершине и круглыми бастионами на определенном расстоянии друг от друга. Город изначально имел 52 ворот, из которых осталось 13. В городе было расположено несколько бассейнов для сбора дождевой воды. Весь город делился на три части: жилой район, цитадель, и район дворца, сопряженного с цитаделью.
Большая часть города недоступна сейчас из-за плотных зарослей. Часть старого города занята современной застройкой, особенно у озер.
К югу от города находится хорошо сохранившийся мавзолей Гиияс-уд-дин Туглака, соединенный с фортом эстакадой, проходящей над бывшим озером.
На юго-востоке находится крепость Адилабад, построенная позже в схожем стиле.

## Галерея
- Колодец в Туглакабаде
- Укрепление Туглакабада
- Укрепление Туглакабада
- Южные ворота Туглакабада